# Logan (Kansas)
Logan es una ciudad ubicada en el condado de Phillips en el estado estadounidense de Kansas. En el año 2010 tenía una población de 589 habitantes y una densidad poblacional de 151,03 personas por km².

## Geografía
Logan se encuentra ubicada en las coordenadas 39°39′44″N 99°34′16″O / 39.66222, -99.57111 (39.662269, -99.571160).

## Demografía
Según la Oficina del Censo en 2000 los ingresos medios por hogar en la localidad eran de $29,417 y los ingresos medios por familia eran $35,769. Los hombres tenían unos ingresos medios de $28,393 frente a los $20,000 para las mujeres. La renta per cápita para la localidad era de $14,336. Alrededor del 12.4% de la población estaban por debajo del umbral de pobreza.